# FS Poseidon
Le FS Poseidon est un ancien navire océanographique allemand  (FS, en allemand : Forschungsschiff), désormais navire humanitaire sous le nom de Humanity 1. Le propriétaire est l'État du Schleswig-Holstein. Le navire fut exploité par l' Institut für Meereskunde Kiel (en) jusqu'en 2003, puis par l'institut qui lui a succédé, l' IFM-GEOMAR-Leibniz-Institut für Meereswissenschaften (L'Institut Leibneiz d'océanogaphie). Le gestionnaire nautique est le Briese Schiffahrts GmbH & Co. KG (de) à Leer. La planification des missions relève de la responsabilité du groupe de pilotage du Leibniz-Institut für Ostseeforschung (Institut de recherche sur la mer Baltique) à Warnemünde. Le navire est nommé d'après Poséidon, le dieu grec de la mer et des océans.
En plus du Poséidon, le GEOMAR exploite également le navire de recherche FS Alkor, ainsi que le cotre de recherche FK Littorina et le bateau FB Polarfuchs, qui servait à l'origine de laboratoire pour le navire de recherche RV Polarstern.
Il a été acquis en 2020 par l'ONG allemande United4Rescue - Gemeinsam Retten e.V. Il a tout d'abord confié à l'organisation allemande Sea-Watch qui l’avait baptisé Sea-Watch 4 après des travaux de conversion afin de le transformer en navire humanitaire. Après cinq missions en deux ans qui ont permis de sauver 1 700 migrants, le bateau est confié à SOS Humanity, anciennement SOS Méditerranée Allemagne. Il est alors baptisé Humanity 1.

## Histoire
Le navire a été construit en 1975/76  au chantier naval Schichau-Seebeckwerft à Bremerhaven. La pose de la quille a eu lieu le 4 novembre 1975 et le lancement a eu lieu le 2 mai 1976. L'achèvement du navire a eu lieu en août 1976.
Le Poséidon est le deuxième navire de recherche allemand portant ce nom. Déjà entre 1902 et 1938, il y avait un navire de recherche Poseidon, le Reichsforschungsdampfer Poseidon, qui était principalement utilisé pour la recherche halieutique dans les mers du plateau européen.
Le navire a un rayon de mission de 4.000 milles marins. Sa zone opérationnelle est limitée à l'océan Atlantique et à ses mers marginales, pour les études  en océanographie, biologie marine et géologie. À cette fin, le navire dispose de cinq laboratoires (y compris un laboratoire humide, un laboratoire sec et un laboratoire de chimie) et est équipé de treuils, de grues (y compris une flèche d’arrière, pivotant à 85°, de 5 tonnes de charge) et d’un système sonar.
Le navire a un système d'entraînement dieselo-électrique. Les trois moteurs diesel et les générateurs couplés génèrent de l'énergie pour le moteur de traction électrique principal (Lloyd Dynamowerke) sur une hélice fixe. En outre, le navire est équipé d’un propulseur d'étrave conçu pour la propulsion par jet d’eau. Le navire est équipé d'un système de stabilisation des ailerons qui réduit le roulis du navire en mouvement.

## Galerie

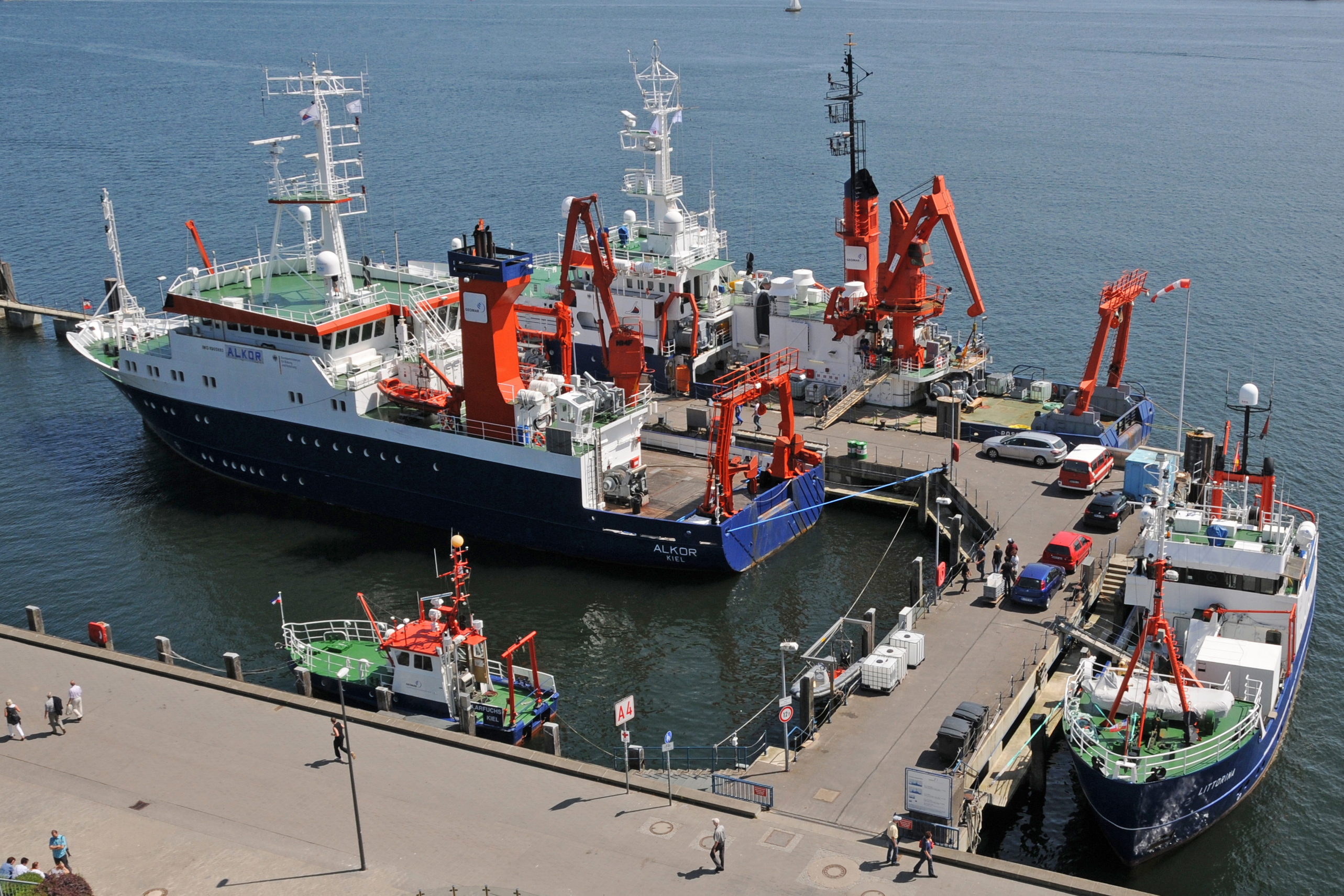
Alkor et Poseidon
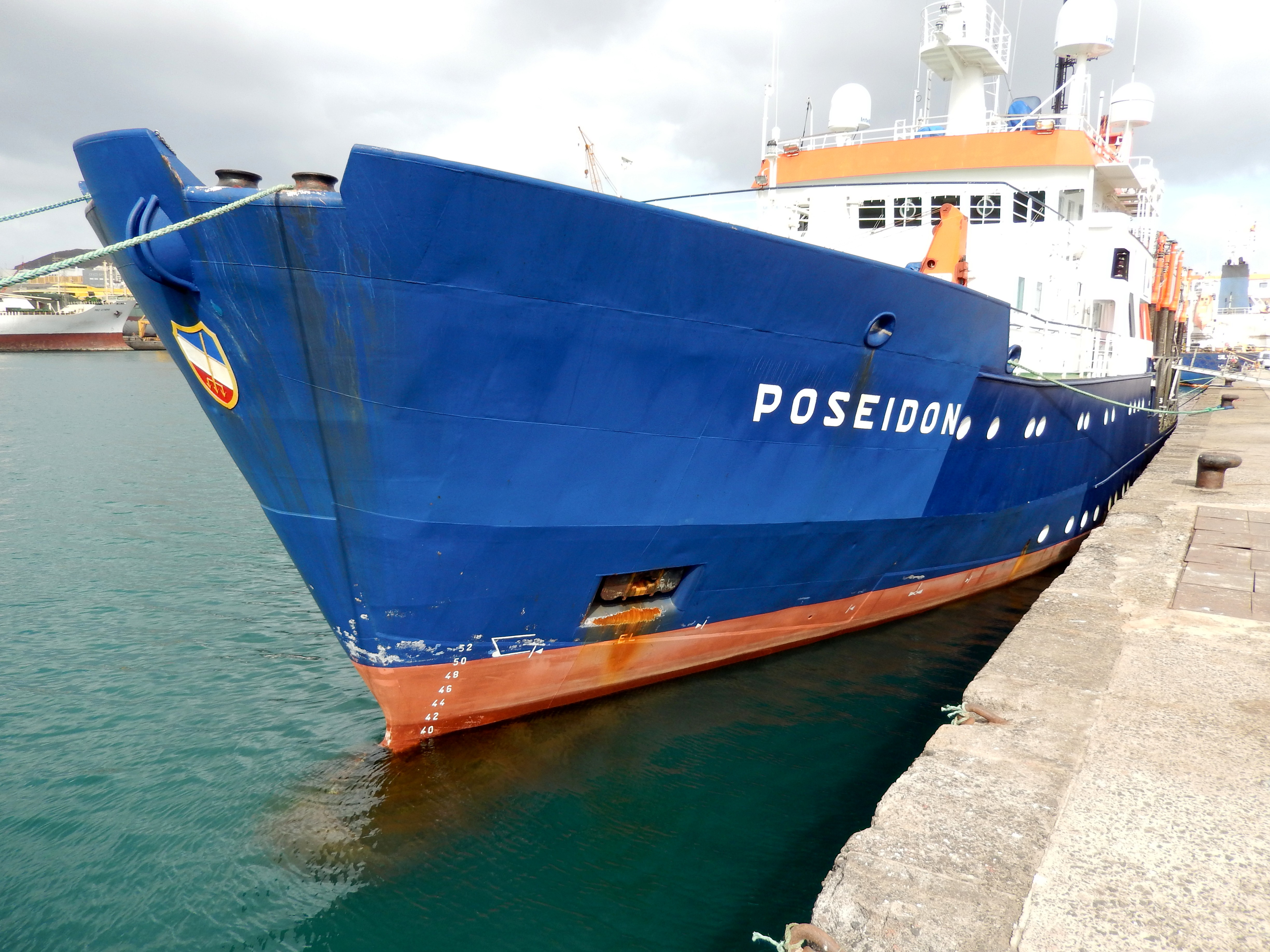
Poseidon
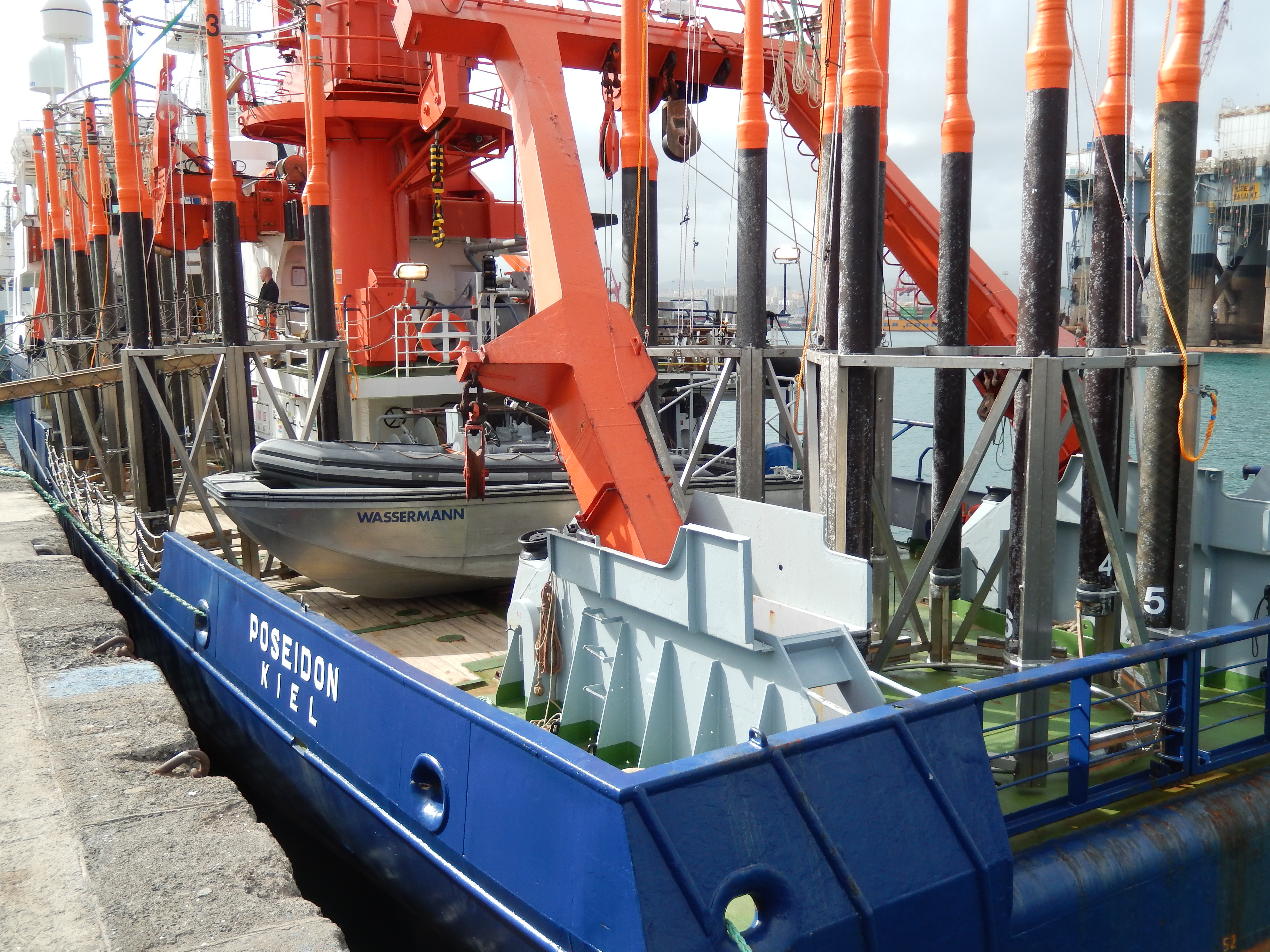
Poseidon
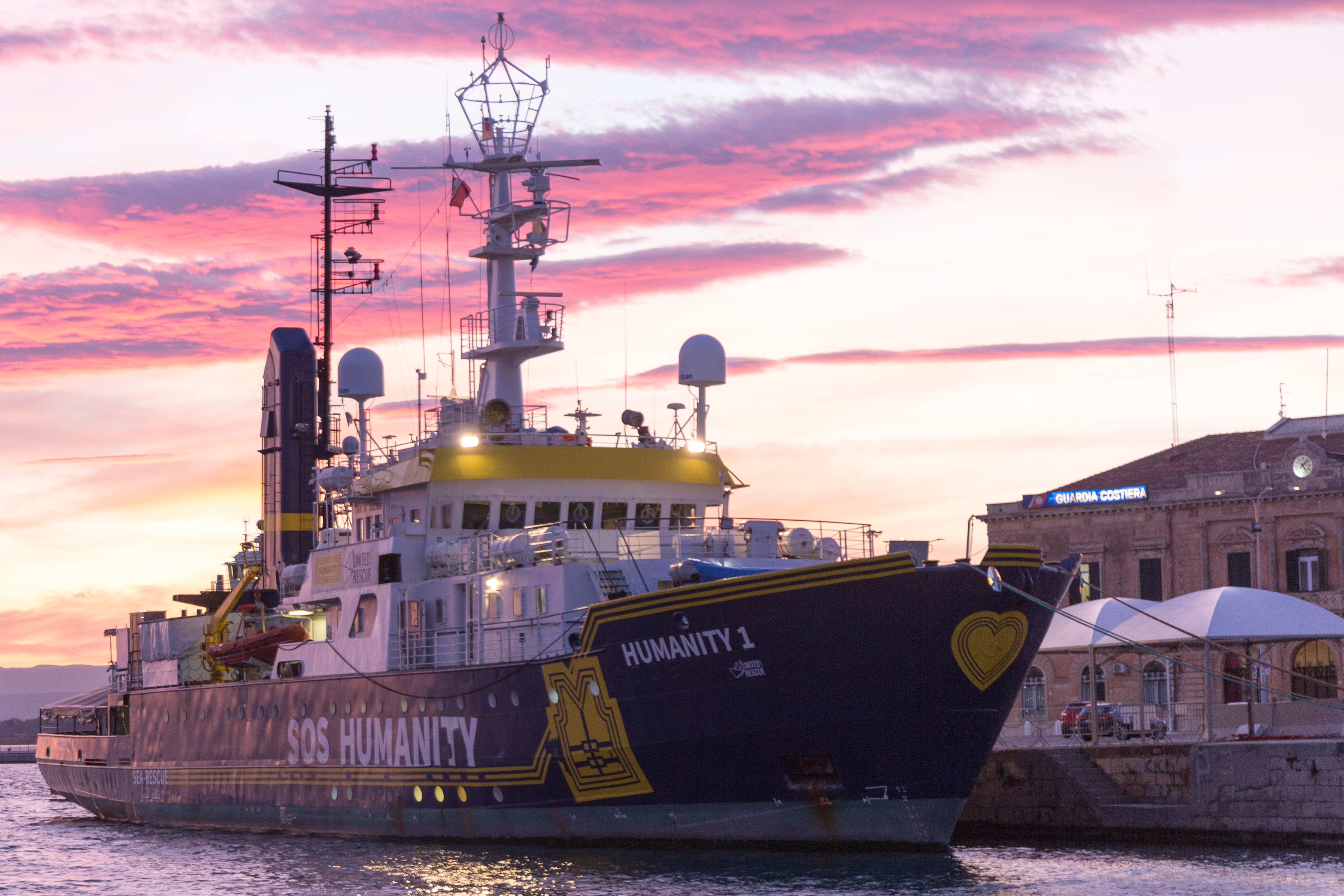
Humanity 1 dans le port de Syracuse.